# Komora Wilsona

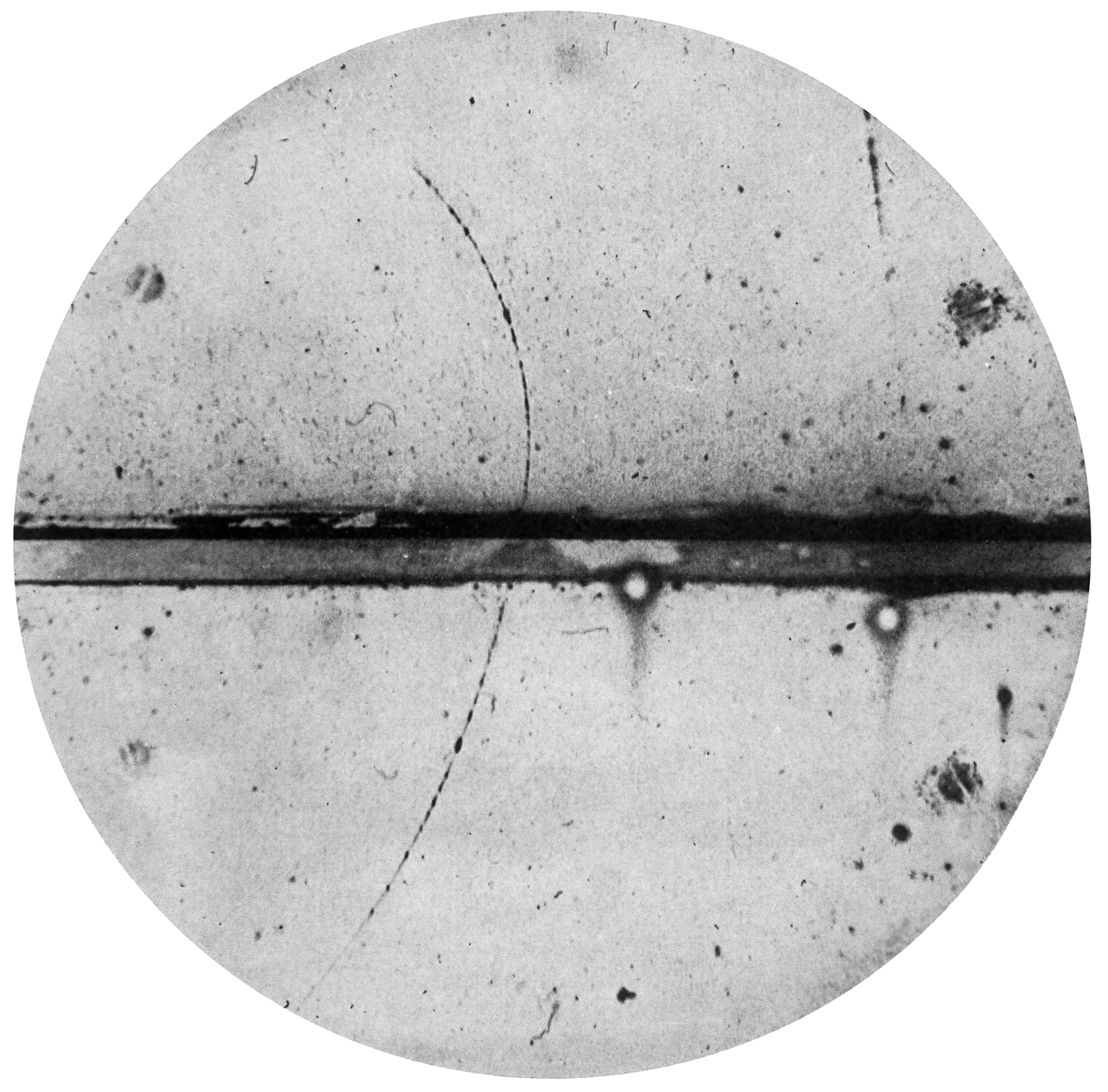
Pozyton zaobserwowany pierwszy raz w komorze Wilsona w roku 1932

Komora Wilsona (inaczej komora kondensacyjna, komora mgłowa) – urządzenie służące do detekcji promieniowania jonizującego poprzez obserwację śladów tworzonych przez cząstki promieniowania jonizującego.
Urządzenie zostało zaprojektowane przez szkockiego fizyka Charlesa Wilsona na początku XX w, za którego odkrycie dostał Nagrodę Nobla w dziedzinie fizyki. Zarejestrowane fotografie śladów cząstek elementarnych w komorze Wilsona były tak przekonującym dowodem ich istnienia, że usunęły wszelkie wątpliwości co do konkluzji Becquerela, Skłodowskiej-Curie i innych. W roku 1932 Carl David Anderson za pomocą komory Wilsona wykazał istnienie pozytonu, za co sam dostał Nagrodę Nobla.
W drugiej połowie XX wieku komory Wilsona zostały zastąpione przez komory pęcherzykowe.

## Konstrukcja komory
Istnieją dwie odmiany komory Wilsona – komora rozprężeniowa i dyfuzyjna różniące się sposobem uzyskania pary przesyconej.

### Komora rozprężeniowa
Komora rozprężeniowa składa się z cylindra wypełnionego parą wodną, zbudowanego w taki sposób, aby była możliwa szybka zmiana pojemności tej komory. Nagłe powiększenie jej objętości powoduje rozprężanie adiabatyczne gazu, które wywołuje spadek temperatury i przesycenie pary. 

### Komora dyfuzyjna
Komora dyfuzyjna to nowocześniejsza odmiana komory Wilsona. Prosta komora chmurowa składa się z zamkniętego środowiska, ciepłej płyty górnej i zimnej płyty dolnej. Wymaga źródła ciekłego alkoholu po ciepłej stronie komory, gdzie ciecz odparowuje, tworząc parę, która ochładza się podczas opadania przez gaz i skrapla się na zimnej płycie dolnej. W pewnym obszarze komory pary alkoholu stają się przesycone, co umożliwia ich skraplanie się na torach cząstek jonizujących.

## Zasada działania

Odchylenie promieniowania jądrowego w polu magnetycznym komory Wilsona

Działanie komory mgłowej oparte jest na właściwości skraplania się cząsteczek pary nasyconej i pary przesyconej. W idealnie czystym gazie para nie ulega skropleniu pomimo uzyskania stanu nasycenia, a nawet uzyskania temperatury niższej od temperatury nasycenia. Kondensacja następuje tylko na centrach kondensacji, którymi są cząsteczki pyłów lub jony. W komorze Wilsona nie ma pyłów, dlatego skraplanie następuje tylko na jonach powstałych w wyniku jonizacji pary wzdłuż toru przelotu cząstki jonizującej. Powstałe w ten sposób krople cieczy tworzą charakterystyczne ślady i mogą być obserwowane lub fotografowane.
Umieszczenie komory w jednorodnym polu magnetycznym pozwala na łatwe rozróżnienie torów różnie naładowanych cząstek oraz umożliwia obliczenie ich pędów (a zatem również prędkości).